# Zawłotnia śnieżna

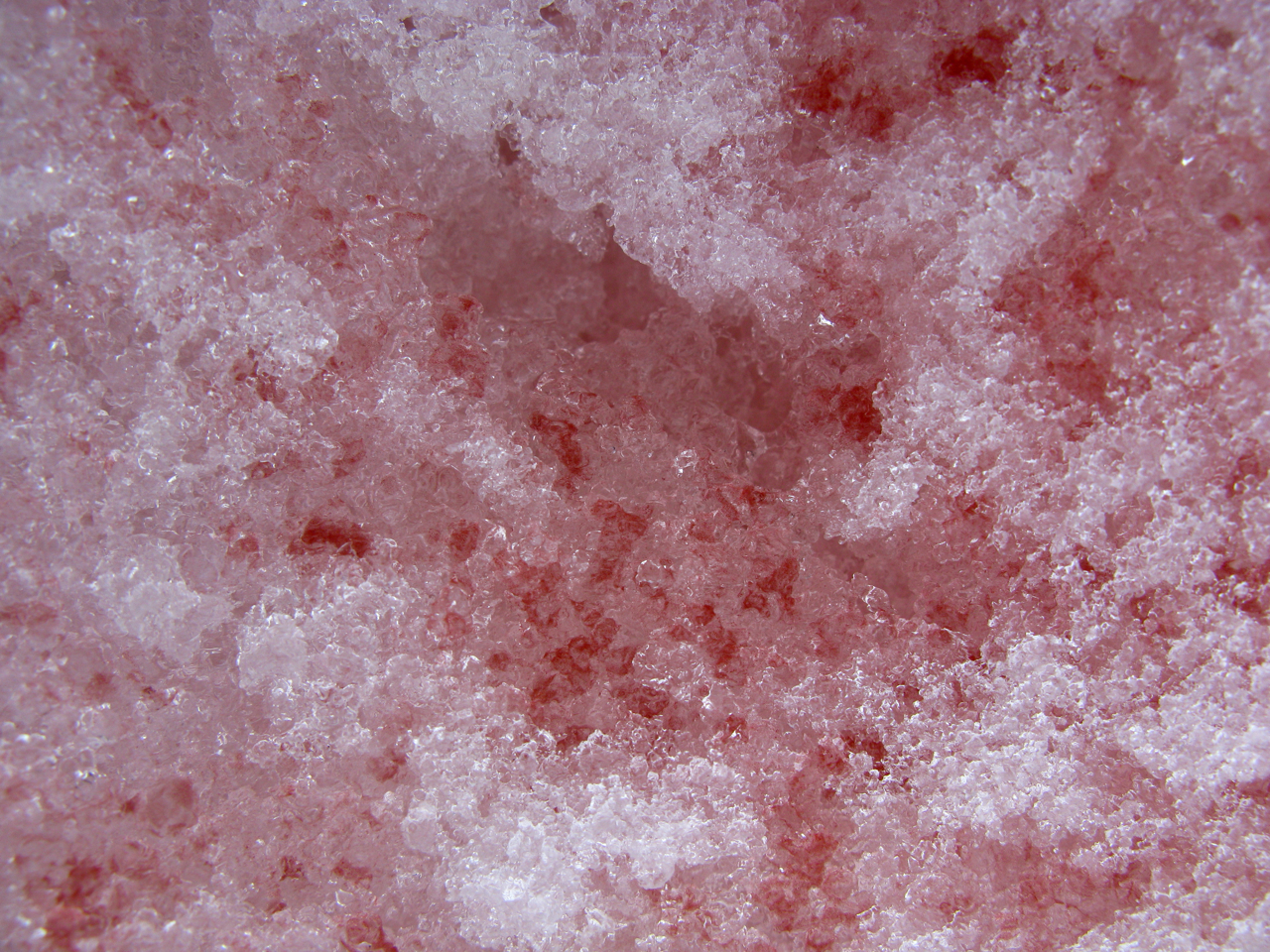
Czerwony śnieg w Antarktyce

Zawłotnia śnieżna (Chlamydomonas nivalis) – gatunek glonu z rodziny zawłotniowatych. Jednokomórkowa zielenica o postaci wiciowca. Kriobiont naśnieżny dający zakwity, znane jako czerwony śnieg, a w literaturze podróżniczej, zwłaszcza dotyczącej Stanów Zjednoczonych – śnieg arbuzowy.
Ze względu na trudności w oznaczaniu, czasem nazwę Chlamydomonas nivalis stosuje się jako zbiorczą dla wszystkich zawłotni tworzących czerwone zakwity śniegu.

## Morfologia
Komórki najczęściej w postaci przetrwalnej, bezwiciowej. W przybliżeniu kuliste. Całkowicie czerwone, co maskuje chloroplast. Gruba ściana komórkowa, co daje wrażenie cysty. Pirenoid centralny. O rozmiarach od 6 μm do ponad 30 μm. Ze względu na wytwarzanie śluzu czasem oblepione materiałem obcym i sklejone z innymi komórkami, tworząc agregacje. Oprócz chlorofilu a i b wytwarza barwniki takie jak: luteina, β-karoten i astaksantyna. Ta ostatnia i jej estry to tzw. karotenoidy drugiego rzędu, występujące poza plastydami (hematochrom) wytwarzane m.in. w warunkach stresu, np. niedoboru azotu, ale przede wszystkim podczas formowania form przetrwalnych. W małych lub śladowych ilościach wytwarzany jest α-tokoferol czy echinenon. Również ksantofile inne niż luteina (tj. wiolaksantyna, anteraksantyna, zeaksantyna) są wytwarzane w mniejszych ilościach (mniej więcej ⅓ ilości luteiny) i to nie u wszystkich osobników. U osobników o w pełni wykształconym czerwonym zabarwieniu astaksantyny jest ok. dwudziestokrotnie więcej niż chlorofilu a.

## Występowanie
Gatunek kosmopolityczny występujący na topniejącym śniegu. Jako element krioplanktonu żyje głównie w błonie tworzonej przez wodę na powierzchni śniegu, a w mniejszych zagęszczeniach w wodzie znajdującej się wewnątrz warstwy śniegu, między jego kryształami. Izolowane połacie śniegu kolonizuje przenoszony jako element aeroplanktonu. Występuje w różnych miejscach, które osiągają granicę wiecznego śniegu, co w przypadku stref podbiegunowych oznacza poziom morza. W Afryce notowana w górach Maroka. Na paku lodowym Oceanu Arktycznego zawłotnia śnieżna była notowana w zagęszczeniu średnio 156 000 komórek na mililitr topniejącego śniegu, osiągając niemal stuprocentową dominację wśród naśnieżnych glonów, natomiast w głębi śniegu i w zbiornikach roztopiskowych występuje w mniejszych zagęszczeniach. Z kolei w górach Sierra Nevada średnie zagęszczenie wyniosło ok. 1 306 komórek w mililitrze. Również w Alpach niemal wszystkie komórki tworzące czerwony śnieg należą do tego gatunku.

## Biologia i ekologia

### Ekofizjologia
Wytrzymuje zamarzanie do temperatury -35 °C. Różne szczepy optimum fotosyntezy osiągają w różnych temperaturach od -3 °C do 20 °C, choć zwykle za optymalną temperaturę wzrostu podaje się 2–4 °C. W razie stopienia śniegu może przetrwać kilka miesięcy w postaci wysuszonej, stając się elementem pyłu pokrywającego skały, po czym ponownie być aktywna po nowym opadzie śniegu. Zakwity śniegu są tworzone przez nieruchliwe postacie przetrwalne (aplanospory), które do kiełkowania w postacie uwicione potrzebują wody w stanie płynnym, a więc w przypadku śniegu nie może on być zbyt suchy, czyli świeży. Postacie ruchliwe umiejscawiają się we właściwej lokalizacji względem światła i stref termicznych, ale większość cyklu życiowego zawłotnia spędza w postaci przetrwalnej, bardziej wytrzymałej na trudne warunki (np. cykl zamarzania i tajania). Formy przetrwalne nie pozostają całkowicie nieaktywne, lecz wykazują metabolizm. W czasie badań zakwitu często wszystkie komórki są znajdowane właśnie w tej formie. Przekształcenie w formę przetrwalną wymaga zgromadzenia substancji zapasowych (cukrów i lipidów) oraz pozachloroplastowych karotenoidów. Na początku sezonu wegetacyjnego proporcje barwników są inne niż w jego pełni – z czasem rośnie stosunek astaksantyny do chlorofilu, a maleje proporcja karotenoidów pierwszego rzędu i tokoferolu.
Astaksantyna prawdopodobnie pełni funkcję filtra chroniącego przed promieniowaniem ultrafioletowym, które może być szczególnie intensywne na śniegu.
Z otoczką śluzową oprócz zanieczyszczeń mineralnych (w warunkach paku lodowego w dużej mierze skorupek okrzemek) związany może być kriofilny grzyb Chionaster nivalis.

### Fotosynteza
Mimo właściwości kriofilnych, eksperymentalny wzrost temperatury nawet do 20 °C generalnie nie powoduje spadku wydajności fotosyntezy. Niemniej, przy małym naświetleniu (<100 mmol kwantów m-2 s-1) zysk netto z fotosyntezy obserwowano w zakresie 1,5–12 °C, a w wyższych temperaturach zysk netto był ujemny. W wyższych temperaturach (kilkanaście stopni Celsjusza) wzrost naświetlenia powoduje szybki wzrost tempa fotosyntezy, a punkt jej wysycenia następuje dopiero przy natężeniu ok. 900 mmol/m²/s, natomiast w warunkach bliższych typowym dla jej naturalnych siedlisk punkt ten to ok. 300 mmol kwantów m-2 s-1). Nie zaobserwowano fotoinhibicji. Nie jest jednak jasne, czy wnioski z krótkotrwałych warunków eksperymentalnych można przenieść na populacje występujące w naturze, w warunkach bardzo dużej zmienności warunków zależnych m.in. od głębokości położenia w warstwie śniegu.